# آرائیک میرزویان

آرائیک میرزویان (ارمنی: Արայիկ Միրզոյան زاده ۲۹ ژوئیه ۱۹۸۷ در باغرامیان) یک وزنه‌بردار مرد اهل ارمنستان است. وی در مسابقات قهرمانی وزنه‌برداری اروپا ۲۰۱۱ در کازان برندهٔ ۱ مدال نقره شده‌است.

## نتایج
| سال                                                  | مکان                             | وزن                              | یک ضرب (ک‌گ)                      | یک ضرب (ک‌گ)                      | یک ضرب (ک‌گ)                      | یک ضرب (ک‌گ)                      | یک ضرب (ک‌گ)                      | دوضرب (ک‌گ)                       | دوضرب (ک‌گ)                       | دوضرب (ک‌گ)                       | دوضرب (ک‌گ)                       | دوضرب (ک‌گ)                       | مجموع                            | رتبه                             |
| سال                                                  | مکان                             | وزن                              | ۱                                | ۲                                | ۳                                | نتیجه                            | رتبه                             | ۱                                | ۲                                | ۳                                | نتیجه                            | رتبه                             | مجموع                            | رتبه                             |
| مسابقات قهرمانی وزنه‌برداری اروپا                     | مسابقات قهرمانی وزنه‌برداری اروپا | مسابقات قهرمانی وزنه‌برداری اروپا | مسابقات قهرمانی وزنه‌برداری اروپا | مسابقات قهرمانی وزنه‌برداری اروپا | مسابقات قهرمانی وزنه‌برداری اروپا | مسابقات قهرمانی وزنه‌برداری اروپا | مسابقات قهرمانی وزنه‌برداری اروپا | مسابقات قهرمانی وزنه‌برداری اروپا | مسابقات قهرمانی وزنه‌برداری اروپا | مسابقات قهرمانی وزنه‌برداری اروپا | مسابقات قهرمانی وزنه‌برداری اروپا | مسابقات قهرمانی وزنه‌برداری اروپا | مسابقات قهرمانی وزنه‌برداری اروپا | مسابقات قهرمانی وزنه‌برداری اروپا |
| ---------------------------------------------------- | -------------------------------- | -------------------------------- | -------------------------------- | -------------------------------- | -------------------------------- | -------------------------------- | -------------------------------- | -------------------------------- | -------------------------------- | -------------------------------- | -------------------------------- | -------------------------------- | -------------------------------- | -------------------------------- |
| ۲۰۱۱                                                 | کازان، روسیه                     | ۷۷ ک‌گ                            | ۱۵۵                              | ۱۶۰                              | ۱۶۰                              | ۱۶۰                              | ۱                                | ۱۸۳                              | ۱۸۷                              | ۱۸۷                              | ۱۸۷                              | ۲                                | ۳۴۷                              | -                                |
| ۲۰۰۸                                                 | لینیانو سابیادورو، ایتالیا       | ۶۹ ک‌گ                            | ۱۳۵                              | ۱۴۰                              | ۱۴۰                              | ۱۳۵                              | ۱۳                               | ۱۶۱                              | ۱۶۶                              | ۱۶۶                              | ۱۶۱                              | ۱۳                               | ۲۹۶                              | ۱۲                               |
| مسابقات قهرمانی وزنه‌برداری جوانان جهان               |                                  |                                  |                                  |                                  |                                  |                                  |                                  |                                  |                                  |                                  |                                  |                                  |                                  |                                  |
| ۲۰۰۷                                                 | پراگ، جمهوری چک                  | ک‌گ                               | ۱۳۵                              | ۱۴۰                              | ۱۴۳                              | ۱۴۳                              | ۲                                | ۱۶۵                              | ۱۷۰                              | ۱۷۰                              | ۱۷۰                              | ۳                                | ۳۱۳                              | ۳                                |
| ۲۰۰۶                                                 | هانگژو، چین                      | ک‌گ                               | ۱۱۸                              | ۱۱۸                              | ۱۲۶                              | ۱۱۸                              | ۱۲                               | ۱۴۰                              | ۱۵۰                              | ۱۵۰                              | ۱۴۰                              | ۱۸                               | ۲۵۸                              | ۱۵                               |
| مسابقات قهرمانی وزنه‌برداری جوانان و زیر ۲۳ سال اروپا |                                  |                                  |                                  |                                  |                                  |                                  |                                  |                                  |                                  |                                  |                                  |                                  |                                  |                                  |
| ۲۰۱۰                                                 | لیماسول، قبرس                    | ک‌گ                               | ۱۵۰                              | ۱۵۵                              | ۱۵۵                              | ۱۵۵                              | ۱                                | ۱۸۰                              | ۱۸۰                              | ۱۸۶                              | ۱۸۶                              | ۱                                | ۳۴۱                              | ۱                                |
| ۲۰۰۹                                                 | ووادیسواوووو، لهستان             | ک‌گ                               | ۱۴۸                              | ۱۴۸                              | ۱۴۸                              | ۱۴۸                              | ۴                                | ۱۷۳                              | ۱۸۱                              | ۱۸۱                              | ۱۷۳                              | ۶                                | ۳۲۱                              | ۵                                |
| ۲۰۰۷                                                 | پوئرتو د لا کروس، اسپانیا        | ک‌گ                               | ۱۳۷                              | ۱۴۰                              | ۱۴۲                              | ۱۴۲                              | ۱                                | ۱۶۲                              | ۱۶۵                              | ۱۷۰                              | ۱۷۰                              | ۱                                | ۳۱۲                              | ۱                                |
| ۲۰۰۵                                                 | ترنچین، اسلواکی                  | ک‌گ                               | ۱۱۸                              | ۱۲۰                              | ۱۲۳                              | ۱۲۳                              | ۳                                | ۱۴۱                              | ۱۴۵                              | ۱۴۷                              | ۱۴۷                              | ۲                                | ۲۷۰                              | ۲                                |
| مسابقات قهرمانی وزنه‌برداری نوجوانان اروپا            |                                  |                                  |                                  |                                  |                                  |                                  |                                  |                                  |                                  |                                  |                                  |                                  |                                  |                                  |
| ۲۰۰۴                                                 | استاوانگر، نروژ                  | ک‌گ                               | ۹۵                               | ۹۷٫۵                             | ۱۰۰                              | ۱۰۰                              | ۴                                | ۱۱۵                              | ۱۲۰                              | ۱۲۰                              | ۱۱۵                              | ۱۰                               | ۲۱۵                              | ۸                                |
| ۲۰۰۳                                                 | دورتموند، آلمان                  | ک‌گ                               | ۷۷.۵                             | ۸۲.۵                             | ۸۲.۵                             | ۷۷.۵                             | ۱۰                               | ۹۵                               | ۱۰۰                              | ۱۰۲.۵                            | ۱۰۰                              | ۱۰                               | ۱۷۷.۵                            | ۹                                |